# المجتمعات السفارديمية والشرقية
المجتمعات السفارديمية والشرقية ( (بالعبرية: סְפָרַדִּים וְעֵדוֹת מִזְרָח‏) सत्प्र हेर्नुहोस् ( Sfaradim VeEdot Mizrah ) كان حزب سياسي في إسرائيل وهو أحد أسلاف حزب الليكود .

## تاريخه
يمثل حزب السفارديم والمجتمعات الشرقية اليهود السفارديم واليهود المزراحيين الذين كانوا يعيشون في إسرائيل وقت الاستقلال، وكانوا جزءًا من الحكومة المؤقتة لإسرائيل (مينهيلت هام) في 1948-1949.
تحت العنوان الكامل لقائمة الوحدة الوطنية للسفارديم والطوائف الشرقية، حصل الحزب على 3.5% من الأصوات وأربعة مقاعد في انتخابات الكنيست الأولى عام 1949.  ممثلين بموشيه بن عامي، إلياهو إلياشار، أبراهام المالح، وبخور شالوم شطريت، انضموا إلى الحكومة كشريك في الائتلاف مع حزب ماباي الذي يتزعمه ديفيد بن غوريون، مع تعيين بخور شالوم شيطريت وزيرا للشرطة . 
في انتخابات عام 1951، غير الحزب اسمه إلى قائمة السفارديم والمجتمعات الشرقية، والموقتات القديمة والمهاجرين . ومع ذلك، فقد فقدوا حوالي نصف حصتهم من الأصوات (1.8٪) ونصف مقاعدهم، وتراجعوا إلى نائبين فقط. فقط إلياشار احتفظ بمقعده، فيما نال بنيامين ساسون المركز الثاني. هذه المرة لم ينضموا إلى الحكومة.
في 10 سبتمبر 1951، تم عمل دمج للحزب في حزب ، الذي كان آنذاك ثاني أكبر حزب في الكنيست، وكان لفترة وجيزة عضوًا في الائتلاف الحاكم الذي شكل الحكومتين ال4 وال5 (على الرغم من اقصائهم من الحكومة ال6 بعد امتناعهم عن التصويت لعدم الثقة).
لم يكن بعض أعضاء الحزب سعداء بالانضمام إلى جماعة وانفصلوا لإصلاح الحزب. لقد خاضوا انتخابات عام 1955 مع إليشار كزعيم،  لكنهم فشلوا في الفوز بمقعد. لاحقا اندمج حزب الصهاينة العموميين مع الحزب التقدمي ليشكلوا الحزب الليبرالي، الذي كان لفترة وجيزة ثالث أكبر حزب في إسرائيل قبل أن يندمج مرة أخرى مع حزب حيروت ليشكل حزب جاحال، الذي أصبح في النهاية حزب الليكود .

## نتائج الانتخابات
| الانتخابات | القائد            | التصويت  | %          | المقاعد  | الوضع         | الملاحظات                           |
| ---------- | ----------------- | -------- | ---------- | -------- | ------------- | ----------------------------------- |
| 1920       | أبراهام المالح    |          |            | 54 / 314 |               | كما هو الحال مع الهستدروت السفارديم |
| 1925       |                   |          |            | 19 / 221 |               | كالسفراديم                          |
| 1931       | بخور شالوم شيطريت | 2,301    | 4.65 (#5)  | 6 / 71   |               | ككتلة سفاردية                       |
| 1944       | لم ينافس          | لم ينافس | لم ينافس   | لم ينافس | لم ينافس      | مُقاطع                               |
| 1949       | بخور شالوم شيطريت | 15,287   | 3.52 (#7)  | 4 / 120  | في حكومة      |                                     |
| 1951       | إلياهو إلياشار    | 12,002   | 1.75 (#10) | 2 / 120  | معارضة        |                                     |
| 1955 ‏      | إلياهو إلياشار    | 6,994    | 0.82 (#13) | 0 / 120  | خارج البرلمان |                                     |

## روابط خارجية
- موقع الكنيست لتاريخ الحزب